# Первый отряд астронавтов США

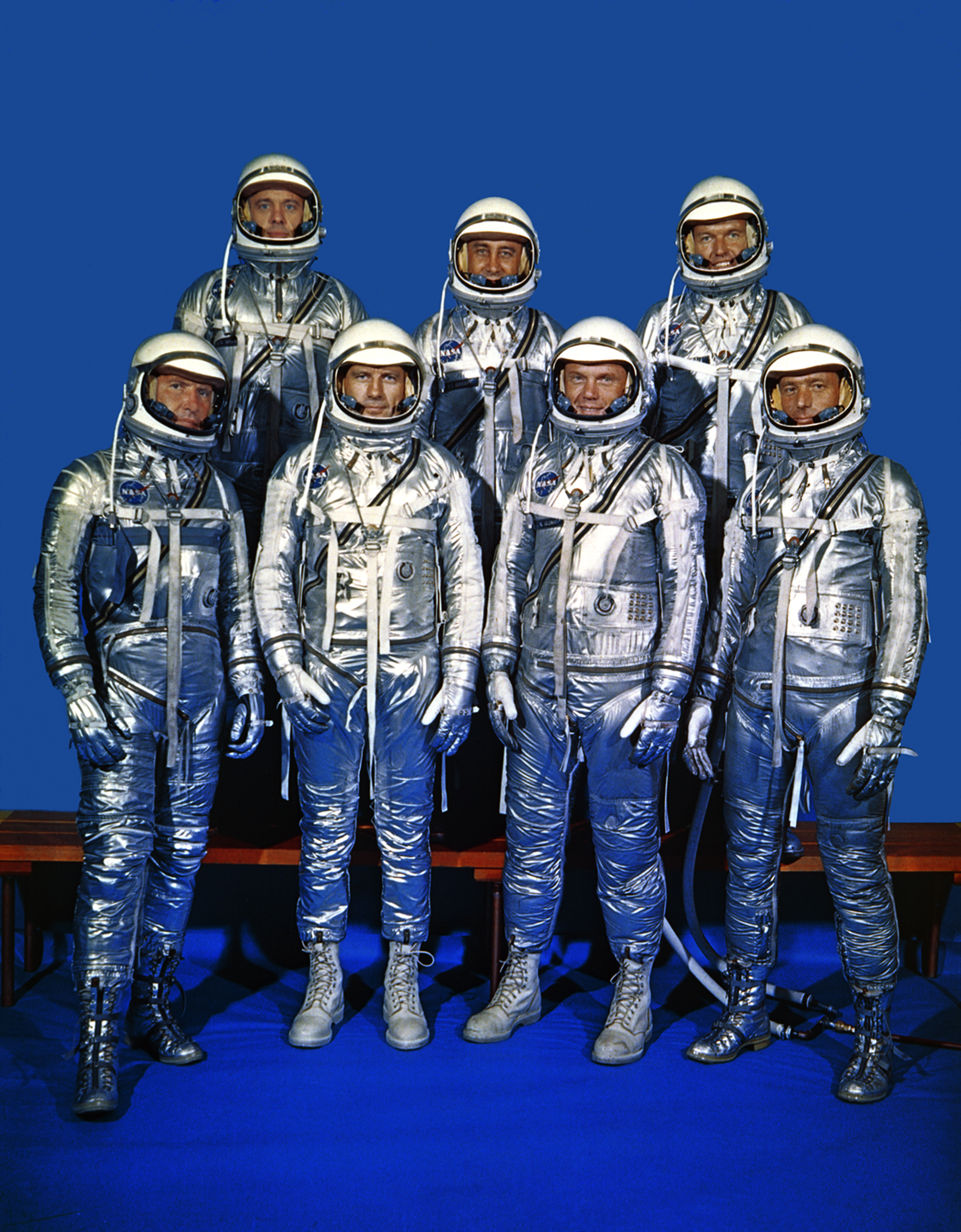
Первая семёрка (сзади слева направо): Алан Шепард, Вирджил Гриссом, Гордон Купер; (впереди слева направо): Уолтер Ширра, Дональд Слейтон, Джон Гленн, Скотт Карпентер.

В первый отряд астронавтов США входили семь человек. Они проходили подготовку к космическим полётам в рамках первой американской программы пилотируемых космических полетов — «Меркурий». Эту группу также называют: 1-я группа астронавтов (Astronaut Group 1), «Меркурий 7» (Mercury Seven), «Первая семёрка» (Original Seven) или 1-й набор астронавтов США.

## Программа «Меркурий»
Работы по первой американской программе пилотируемых космических полетов начинались в Исследовательском центре Лэнгли (Langley Research Center) в городе Хэмптон (Hampton), штат Виргиния. В Исследовательском центре Лэнгли проводились первые тренировки астронавтов США, разрабатывался космический корабль «Меркурий», проводились испытания первых кораблей «Меркурий», разрабатывались системы контроля и управления полётом и приземлением.
В 1958 году было образовано национальное космическое агентство США — НАСА. Первым администратором НАСА был назначен Кит Гленнан (T. Keith Glennan). Задание на разработку первого американского корабля было поручено Исследовательскому центру Лэнгли. Конкретно разработкой занимались инженеры Исследовательского отдела беспилотных летательных аппаратов (Pilotless Aircraft Research Division). 5 ноября 1958 года многие специалисты из отдела беспилотных аппаратов были переведены в специально созданный Космический отдел (Space Task Group, STG). В дальнейшем именно в этом отделе были начаты работы по программе пилотируемых полётов. Летом 1959 года в отделе работало около 400 человек. С лета 1959 года начались практические работы по осуществлению программы «Меркурий». Одна группа специалистов отдела была направлена во Флориду, где планировалось строительство стартовых площадок. Одновременно вторая группа специалистов направилась в Сент-Луис, где в корпорации «МакДоннелл» (McDonnell Aircraft Corp) создавался корабль «Меркурий».
В сентябре 1961 года было принято решение о переводе Космического отдела в Хьюстон. 1 ноября 1961 года Отдел космических работ был преобразован в Центр пилотируемых космических кораблей (Manned Spacecraft Center). 1 июля 1962 года Центр пилотируемых космических кораблей был переведен в Хьюстон. Позже этот центр был преобразован в Космический центр им. Джонсона.
26 ноября 1958 года для первой американской программы пилотируемых космических полётов было выбрано название «Меркурий», имя одного из богов древнеримской мифологии. Бог Меркурий — посланник богов, покровитель торговли. В древнегреческой мифологии Меркурию соответствовал Гермес. 17 декабря 1958 года в Вашингтоне администратор НАСА Кит Гленнан официально объявил название программы пилотируемых полётов — «Проект Меркурий» («Project Mercury»).

## Подготовка к отбору астронавтов
Подготовка к отбору первых астронавтов началась в ноябре 1958 года. Предполагалось проводить отбор в несколько этапов. На первом этапе предполагалось выбрать 150 кандидатов. Из этих 150 должны были быть выбраны 36 кандидатов, которым предстояло пройти медицинские и психологические тесты. Из 36 кандидатов должны были быть выбраны 12 для прохождения девятимесячной подготовки, после которой предполагалось определить 6 астронавтов.
Кандидаты в астронавты должны были иметь степень бакалавра. Первыми астронавтами могли быть только мужчины в возрасте от 25 до 40 лет. Кандидаты должны были иметь трёхлетний опыт работы в области математики, физики, биологии, психологии или опыт исследовательской работы в технических областях. Или кандидат должен был иметь трёхлетний опыт полётов на самолётах, воздушных шарах или службы на подводных лодках в качестве командира, пилота, штурмана, специалиста по связи, инженера или эквивалентной должности. Претендентом мог стать также тот, кто выполнил все требования для докторской степени в соответствующей научной области или в технике и имеет шестимесячный опыт профессиональной работы. Претендентом мог стать доктор медицины, имеющий шестимесячный опыт клинической или исследовательской работы. Претенденты должны были быть готовы: к опасностям, сопоставимым с теми, которые возникают в полётах современных самолётов; к работе в сложной окружающей обстановке; к адекватному поведению в условиях напряжённой и критической ситуации. Таким требованиям могли бы соответствовать: лётчики-испытатели; члены экипажа экспериментальной подводной лодки; участники арктических или антарктических экспедиций; участники военных действий. Выдвинутым требованиям могли бы соответствовать люди, которые занимались прыжками с парашютом, горовосходители, люди, занимающиеся подводным спортом, профессиональные спортсмены или люди, которые участвовали в экстремальных экспериментах в условиях, например: с большими ускорениями, высоким или пониженным атмосферным давлением, различной концентрацией кислорода или углекислого газа, высокой или низкой температурой. Чтобы максимально избежать возможных психических проблем у кандидатов, претенденты должны были иметь рекомендации от ответственных организаций. Эти требования отбора были разумными и достаточно строгими. В процесс выбора кандидатов для участия в пилотируемых космических полетах вмешался президент США Дуайт Эйзенхауэр. Чтобы не усложнять процедуру отбора из широкого круга претендентов, Эйзенхауэр во время Рождества 1958 года решил, что всем требованиям в достаточной степени удовлетворяют военные лётчики-испытатели и что среди них следует выбирать будущих астронавтов.

## Выбор астронавтов
В январе 1959 года были установлены следующие критерии отбора:
- возраст — менее чем 40 лет
- рост — менее 5 футов 11 дюймов (1 метр 80 сантиметров)
- безупречное физическое состояние
- образование — степень бакалавра в технике или эквивалентное образование
- квалификация — пилот реактивного самолета
- специальное образование — законченное обучение в школе летчиков-испытателей
- лётный опыт — не менее 1500 часов

5 января 1959 года в НАСА было принято решение об отборе первых астронавтов.
Критерии отбора были переданы в Министерство обороны США. В Пентагоне нашли 110 человек, которые соответствовали указанным критериям. Список 110 составили: 5 служащих морской пехоты, 47 летчиков морской авиации и 58 летчиков Военно-воздушных сил. Отбором первых астронавтов из представленного списка начала заниматься группа специалистов из Космического отдела Исследовательского центра Лэнгли (The Langley Space Task Group): главный менеджер-инженер Чарльз Донлан (Charles Donlan); лётчик-испытатель-инженер Норт (North); два авиационных врача — Уайт (White) и Огерсон (Augerson); два психолога Ален Гэмбл (Allen O. Gamble) и Воэс (Voas); и два психиатра Джордж Руфф (George E. Ruff) и Эдвин Леви (Edwin Z. Levy).
Из списка 110 претендентов была произвольно выбрана группа из 35 человек, которым направили приглашение — прибыть 2 февраля 1959 года в Вашингтон для собеседования. Большинство кандидатов выразило готовность и желание участвовать в программе «Меркурий». В это же время было принято решение, что для заключительного этапа подготовки будет отобрано только шесть человек, вместо первоначально планировавшихся двенадцати. К началу марта из списка 110 были выбраны 36 пилотов для дальнейших тестов. Эти 36 претендентов были приглашены в Клинику Lovelace в Альбукерке (Albuquerque), штат Нью-Мексико, для прохождения более углубленных медицинских и психологических обследований. 32 претендента приняли это приглашение. 32 оставшихся кандидата получили гарантии, что результаты обследований в клинике Lovelace и в Исследовательском центре Райт будут засекречены. Эти результаты, в случае невключения в отряд астронавтов, никому не будут доступны, чтобы исключить возможное влияние на их дальнейшую лётную карьеру. Из 32 обследованных кандидатов только один не прошёл испытания в клинике Lovelace. 31 оставшихся кандидатов были направлены на дальнейшие обследования в Исследовательский центр Райт (Wright Air Development Center) в городе Дэйтон (Dayton), штат Огайо. После обследований в Исследовательском центре Райта, к концу марта, осталось 18 кандидатов. Выбором 6 астронавтов из оставшихся 18 кандидатов занимались Донлан, Уайт и Норт. Выбрать шестерых было неимоверно трудно. Было принято решение включить в первую группу семь астронавтов. Последним отсеянным 24 кандидатам оставили надежду на участие в последующих космических программах.
К 2 апреля 1959 года были выбраны семь кандидатов для предстоящих пилотируемых космических полетов. Официально имена выбранных семи летчиков были объявлены 9 апреля 1959 года. Эти летчики были названы астронавтами. Это название было выбрано по аналогии с аэронавтами (воздухоплаватели или люди, которые летали на воздушных шарах) и аргонавтами (мореплаватели — древние греки, которые искали «Золотое руно» в неведомых землях). Все выбранные пилоты были зрелыми семейными мужчинами неброской внешности, все имели инженерное образование, все обладали отличным физическим и психологическим здоровьем и были профессиональными пилотами современных самолётов.
В первую семёрку были выбраны:

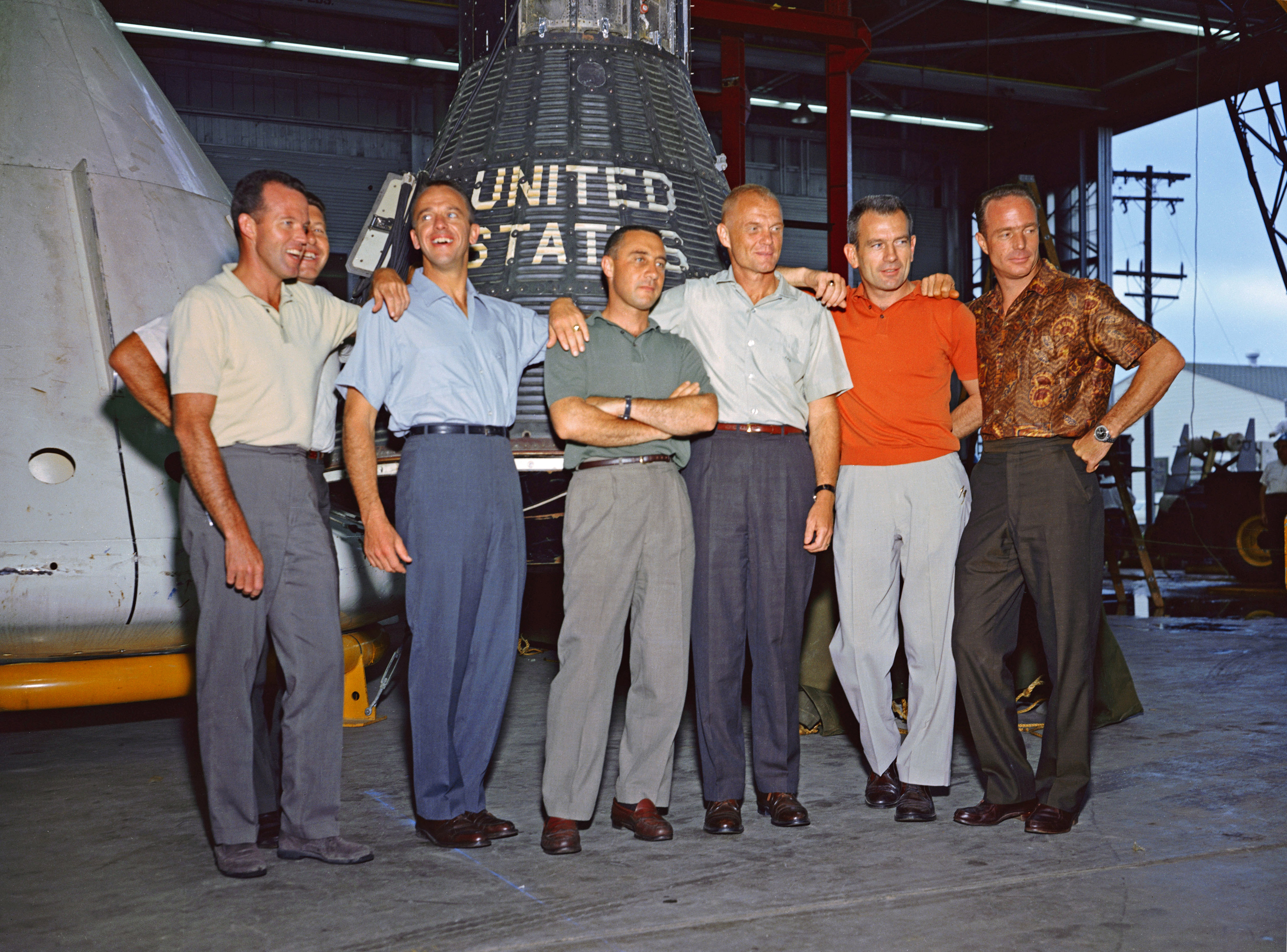
Первая семёрка (слева направо): Гордон Купер, Уолтер Ширра, Алан Шепард, Вирджил Гриссом, Джон Гленн, Дональд Слейтон, Скотт Карпентер

- Гордон Купер (L. Gordon Cooper Jr.) — капитан Военно-воздушных сил
- Вирджил Гриссом (Virgil I. «Gus» Grissom) — капитан Военно-воздушных сил
- Дональд Слейтон (Donald K. «Deke» Slayton) — капитан Военно-воздушных сил
- Скотт Карпентер (M. Scott Carpenter) — лейтенант морской авиации
- Алан Шепард (Alan B. Shepard Jr.) — старший лейтенант морской авиации
- Уолтер Ширра (Walter M. Schirra Jr.) — старший лейтенант морской авиации
- Джон Гленн (John H. Glenn Jr.) — подполковник морской авиации

Самым старшим по возрасту (37 лет) и по званию был Джон Гленн. Самым младшим по возрасту был Гордон Купер — 32 года.
С 27 апреля 1959 года выбранные астронавты начали тренировки в Исследовательском центре Лэнгли. Тренировки включали всего понемногу: от теоретических занятий по астрономии, небесной механике и навигации до упражнений на тренажёрах и подводного плавания, для имитации состояния невесомости.
Каждый астронавт специализировался на определенной технической дисциплине. Купер и Слейтон подробнее занимались ракетами-носителями и стартовым оборудованием. Карпентер специализировался в системах связи и навигации. Гленн — в оборудовании кабины корабля. Гриссом — в системах управления полётом. Ширра — в системах жизнеобеспечения и скафандрах. Шепард — в системах слежения и спасения.
Тренировки в Исследовательском центре Лэнгли продолжались до переезда в Хьюстон, штат Техас.

## Подготовка к полёту
В рамках подготовки к первому полёту человека в космос был отправлен шимпанзе по кличке Хэм. Несмотря на множество нештатных ситуаций, Хэм остался жив. История полета подробно освещалась в СМИ и Хэм стал народным любимцем.
Несмотря на техническую готовность ракеты-носителя и исправление недостатков, выявленных в полете Хэма, президент Кеннеди отказался дать добро на запуск человека до проведения дополнительного проверочного полета обезьяны.  8 февраля на пресс-конференции его спросили, потребовал ли он ускорить осуществление американской пилотируемой космической программы и соревнуются ли США, по его мнению, с русскими. Кеннеди ответил: «Нет. Мы не хотим ради престижа подвергать человека непропорциональному риску, отправляя его в космос».

## Космические полёты
21 февраля 1961 года было принято решение, что в первых трёх пилотируемых полетах будут участвовать Алан Шепард, Вирджил Гриссом и Джон Гленн.
- 5 мая 1961 года первый суборбитальный пилотируемый космический полёт совершил Алан Шепард. Этот полёт назывался миссия «Меркурий-Редстоун-3».
- 21 июля 1961 года также суборбитальный полёт совершил Вирджил Гриссом — миссия «Меркурий-Редстоун-4».
- 29 ноября 1961 года Джон Гленн был назначен для выполнения первого орбитального полёта по программе «Меркурий».
- 20 февраля 1962 года Джон Гленн совершил свой полёт — миссия «Меркурий-Атлас-6».
- 24 мая 1962 года совершил свой полёт Скотт Карпентер — миссия «Меркурий-Атлас-7».
- 18 сентября 1962 года Дональд Слейтон был отстранён от подготовки к космическим полетам по медицинским показаниям (из-за проблем с сердцем, которые были у него обнаружены ещё в 1959 году). В космос он всё же слетал, но много позже (1975) на последнем корабле серии «Аполлон» в рамках программы ЭПАС, известной также как Союз — Аполлон.
- 3 октября 1962 года совершил свой полёт Уолтер Ширра — миссия «Меркурий-Атлас-8».
- 15 — 16 мая 1963 года — самый продолжительный и последний полёт по программе «Меркурий» — миссия «Меркурий-Атлас-9» — совершил Гордон Купер.

12 июня 1963 года было объявлено об отмене запланированного полета «Меркурий-Атлас-10».
3 — 4 октября 1963 года в Хьюстоне была проведена заключительная конференция по программе «Меркурий». Первая программа американских пилотируемых полётов была завершена.

## Первая семёрка

### Алан Шепард

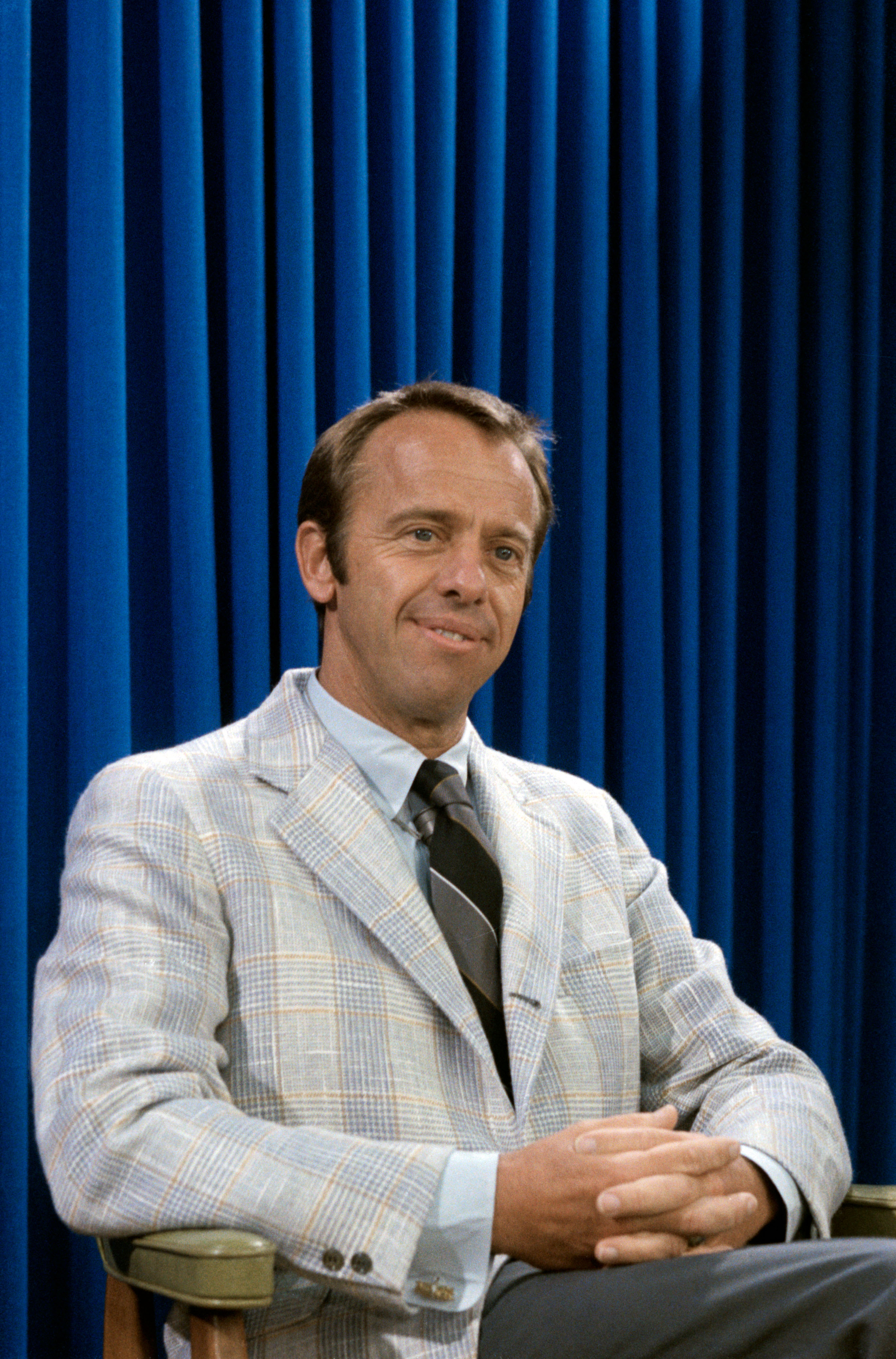
Алан Шепард

Алан Шепард (18.11.1923 — 21.07.1998) — два космических полёта (один из них суборбитальный):
- 5 мая 1961 год, миссия «Меркурий-Редстоун-3», первый американский космический (суборбитальный) полёт продолжительность 15 минут
- 31 января 1971 год, «Аполлон-14», продолжительность 9 суток 5 минут.

Алан Шепард — первый американец в космосе; пятый человек, ступивший на поверхность Луны (5 февраля 1971 года).
Покинул НАСА 1 августа 1974 года.

### Вирджил Гриссом

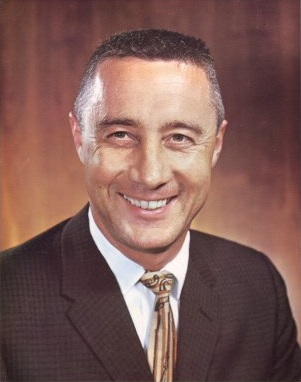
Вирджил Гриссом

Вирджил Гриссом (03.04.1926 — 27.01.1967) — два космических полёта (один из них суборбитальный):
- 21 июля 1961 год, миссия «Меркурий-Редстоун-4», продолжительность 15 минут
- 23 марта 1965 год, «Джемини-3», продолжительность 4 часа 52 минуты и 31 секунда. Первый в мире человек, полетевший в космос второй раз (если считать космическим первый суборбитальный полёт, что ФАИ отрицает).

Первый американский командир экипажа из 2 (Джемини-3) и из 3 человек (Аполлон-1, погибли до старта).
Вирджил Гриссом погиб во время пожара в кабине корабля «Аполлон-1» (27.01.1967). По мнению Д. Слейтона, если бы не эта трагедия, именно Гриссом впоследствии был бы командиром первой лунной миссии и первым человеком на Луне.

### Джон Гленн

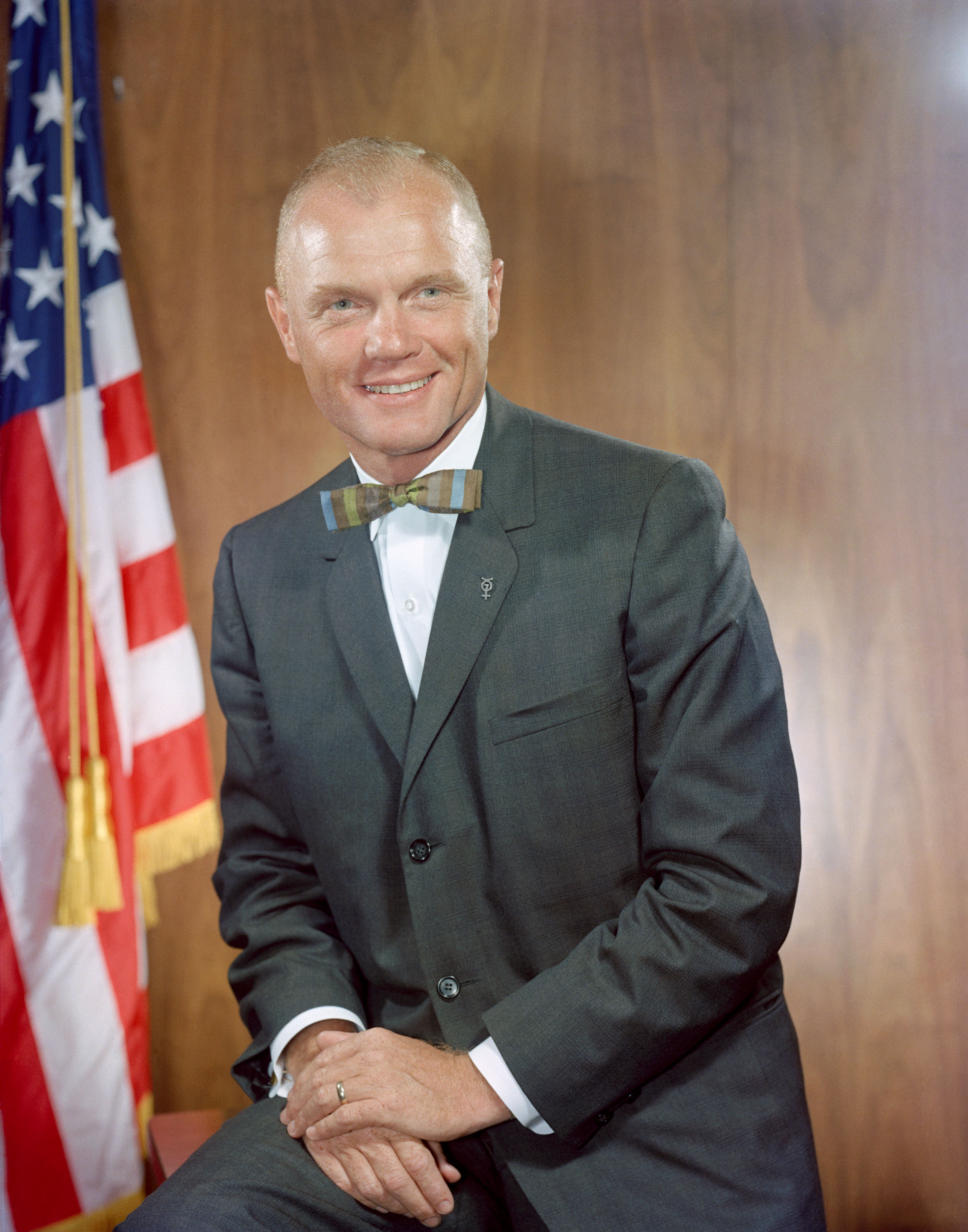
Джон Гленн

Джон Гленн (18.07.1921 — 8.12.2016) — два космических полёта:
- 20 февраля 1962 год, миссия «Меркурий-Атлас-6», первый американский орбитальный космический полёт, продолжительность 4 часа 55 минут.
- 29 октября 1998 год, «Дискавери STS-95», продолжительность 213 часов 44 минут. Полёт самого пожилого астронавта — Гленну было 77 лет. Обладатель уникального рекорда: перерыв между полётами - более 36 лет. Единственный, кто летал на кораблях первого (Меркурий) и четвёртого (Шаттл) поколения. Первый астронавт, перешагнувший 90-летний рубеж.

Покинул НАСА 30 января 1964 года.

### Скотт Карпентер

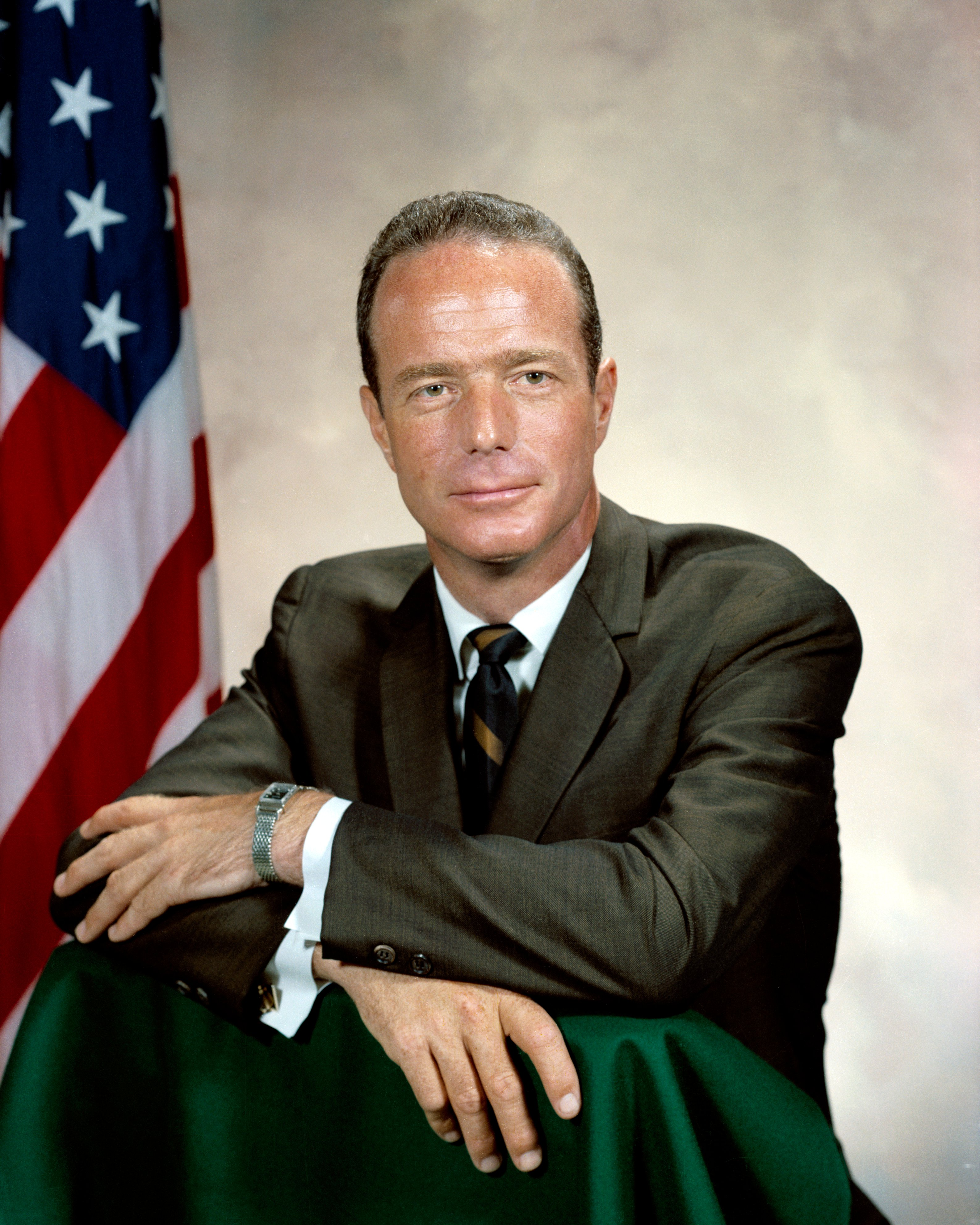
Скотт Карпентер

Скотт Карпентер (01.05.1925 — 10.10.2013) — один космический полёт:
- 24 мая 1962 год, миссия «Меркурий-Атлас-7», второй американский орбитальный космический полёт, продолжительность 4 часа 56 минут.

Покинул НАСА 10 августа 1967 года.

### Уолтер Ширра

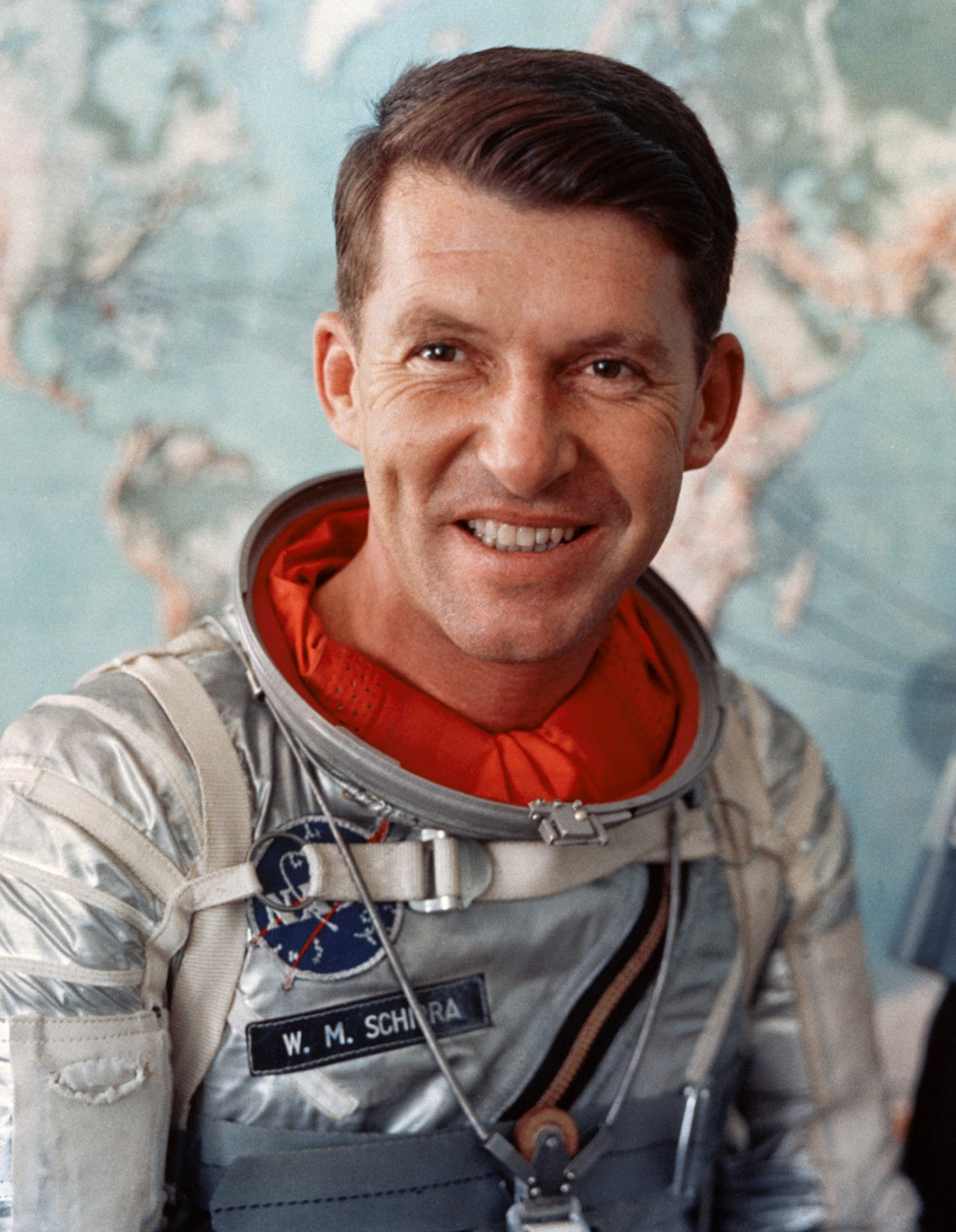
Уолтер Ширра

Уолтер Ширра (12.03.1923 — 02.05.2007) — три космических полёта:
- 3 октября 1962 года, миссия «Меркурий-Атлас-8», продолжительность 9 часов 15 минут.
- 15 декабря 1965 года, Джемини-6A, продолжительность 1 сутки 2 часа.
- 11 октября 1968 года, «Аполлон-7», продолжительность 10 дней 20 часов 9 минут.

Первый человек в мире, совершивший три полёта. Единственный, кто летал на кораблях первого, второго и третьего поколения. Командир первого состоявшегося пилотируемого полёта Аполлона. Первый американский командир экипажа из 3 человек, совершившего полёт (все эти рекорды должен был поставить в феврале 1967 года Гриссом, но помешала трагедия на корабле Аполлон-1 в январе 1967 года).
Покинул НАСА 1 июля 1969 года.

### Гордон Купер

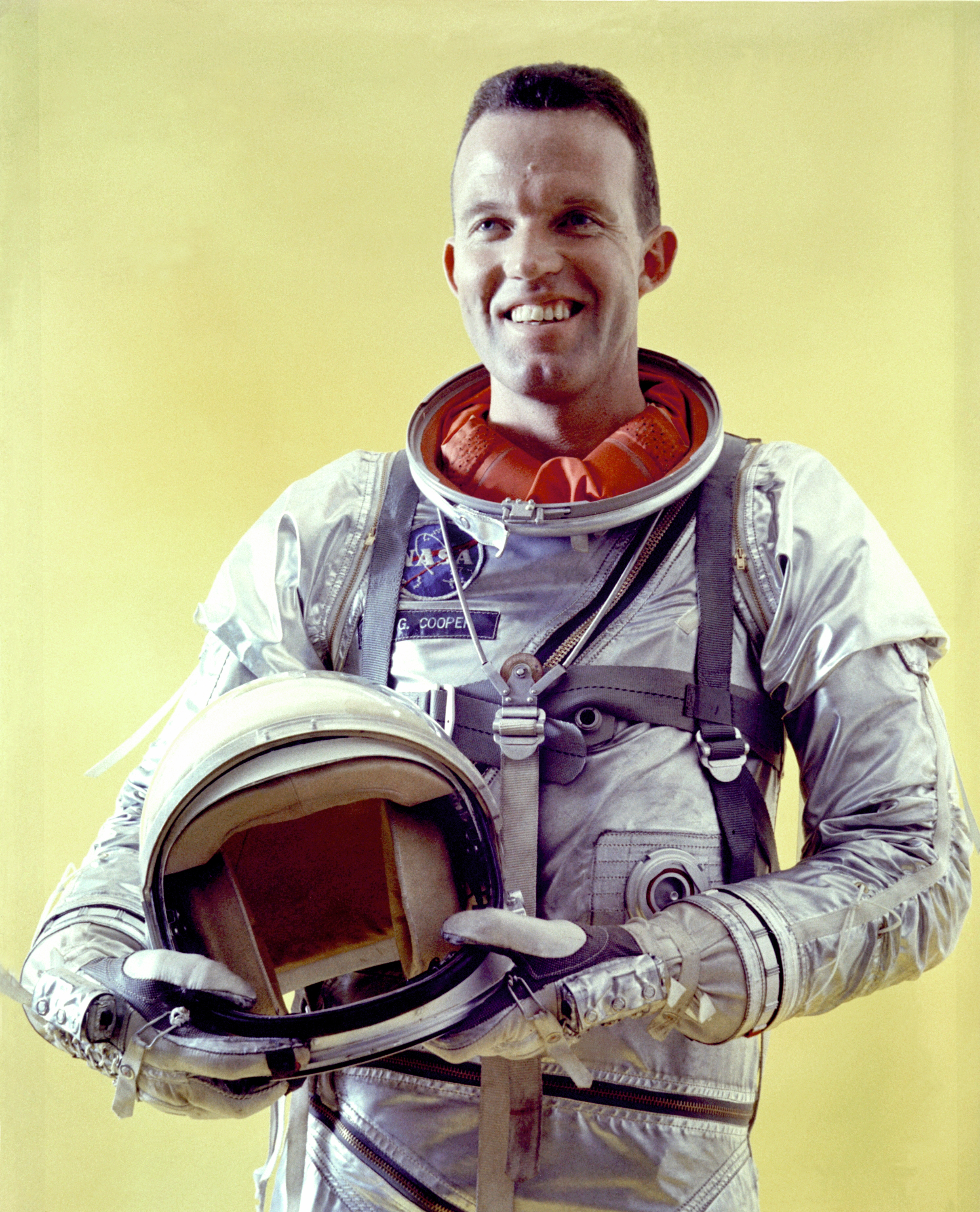
Гордон Купер

Гордон Купер (06.03.1927 — 04.10.2004) — два космических полёта:
- 15 мая 1963 года, миссия «Меркурий-Атлас-9», продолжительность 1 сутки 10 часов 19 минут и 49 секунд. Первый американец провёл в космосе более суток и спал в космосе.
- 21 августа 1965 года, Джемини-5, продолжительность 7 суток 22 часа 55 минут и 14 секунд. Стал первым в мире астронавтом, совершившим два орбитальных космических полёта.

Покинул НАСА 31 июля 1970 года.

### Дональд Слейтон

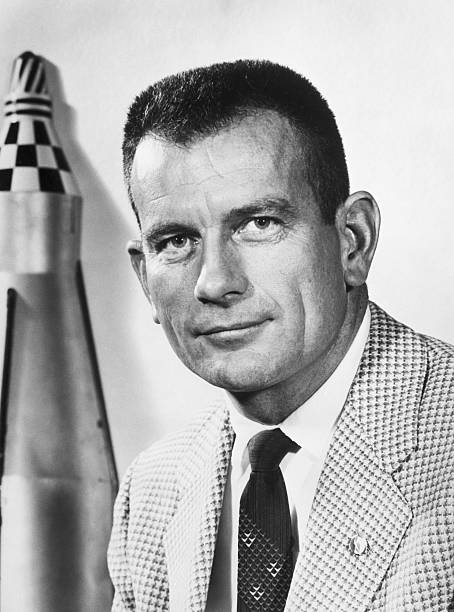
Дональд Слейтон

Дональд Слейтон (01.03.1924 — 13.06.1993) — один космический полёт:
- 15 июля 1975 года, миссия «Аполлон (ЭПАС)», продолжительность 9 суток 1 час 28 минут.

Покинул НАСА 27 февраля 1982 года. Последний из «семёрки», кто слетал, и первый из них, умерший ненасильственной смертью.